# 熱泉淺寄居蟹
熱泉淺寄居蟹（学名：Paragiopagurus ventilatus）为擬寄居蟹科淺寄居蟹屬下的一个种。